# Vukosava Velimirović
Vukosava Vuka Velimirović, ou Velimirovitch, Vukosava (30 juin 1888 - 12 décembre 1965) est une sculptrice, écrivaine pour enfants, illustratrice, critique d'art et traductrice serbe.

## Biographie
Vukosava Velimirović naît à Pirot en 1888 dans une famille de six enfants ; sa mère Jelena est enseignante,  son père se nomme Prote Milos. Dès son enfance, Vukosava Velimirović écrit des chansons, des contes de fées et dessine des dessins animés pour enfants.
Elle grandit dans une famille intellectuelle. Elle a deux frères aînés qui étudient à Moscou et à Saint-Pétersbourg.
En 1911, toute la famille déménage à Belgrade, où le père de Vukosava, Miloš, est transféré. Immédiatement après son arrivée dans la capitale serbe, Vukosava s'inscrit à l'École des Arts et Métiers et c'est là qu'elle commence sa vie artistique avec le professeur Djordje Jovanovic. On dit que la génération de Vukosava est l'une des plus talentueuses de l’établissement, avec notamment Zora Petrović, Jelisaveta Petrović, Nada Đukanović, Olga Golemović, Dara Mićić et Jelena Radaković.
La société patriarcale de Belgrade change au tournant du siècle, offrant une fenêtre d'opportunité pour le « pouvoir créatif des femmes », dont la montée en puissance est reconnue par la philosophe Ksenija Atanasijević dans un essai de 1924. Vukosava Velimirović commence à devenir célèbre comme sculptrice. Elle fait ses études à Belgrade, Rome et Paris, où elle passe la majeure partie de sa vie entre 1918 et 1940, en compagnie de quelques autres sculptrices, dont Camille Claudel. Elle commence à y travailler sous la direction d'Antoine Bourdelle,. Elle signe ses œuvres Vouka.
Après Paris, elle part se perfectionner à Rome, notamment sous la direction d'Eton Ferrari. Au début de la Seconde Guerre mondiale, elle rentre en Serbie. Elle revient à Paris mais ses œuvres ont été détruites et sa réputation s'amenuise après 1945. Elle retourne à Belgrade et expose avec des membres de ULUS.
Elle est connue pour ses énergiques petites sculptures en bronze représentant des orphelins de guerre. En tant qu'artiste, elle a de fortes convictions : selon elle, les artistes doivent créer des œuvres d'art politiquement et socialement conscientes qui reflètent les événements et les problèmes actuels. Elle passe une grande partie de sa vie à œuvrer en faveur de l’égalité des droits pour les femmes serbes.
Vers 1924, ses pièces les plus célèbres, cinq sculptures décoratives, font sensation lorsqu'elles sont exposées en permanence sur la façade de la banque Vračar Holding, au 1 rue Krunska. Velimirovič a également une carrière réussie en tant que portraitiste des classes supérieures européennes. Elle sculpte des femmes célèbres comme Mère Jugovic, Jerina Brankovic, Milica Hrebeljanovic, Ana Nemanjia.
Elle a été mariée au comte Lisjen de La Martinière, mais ils se séparent après trois ans de mariage. Elle entretient une relation amoureuse avec Uroš Predić.